# Plouarzel
Plouarzel é uma comuna francesa na região administrativa da Bretanha, no departamento Finisterra. Estende-se por uma área de 42,54 km². Em 2010 a comuna tinha 3 873 habitantes (densidade: 91 hab./km²).